# Leptobrachium kanowitense
Leptobrachium kanowitense é uma espécie de anfíbio anuros da família Megophryidae. Está presente em Malásia. A UICN classificou-a como pouco preocupante.